# Louvroil
Louvroil és un municipi francès, situat a la regió dels Alts de França, al departament del Nord. L'any 2006 tenia 6.959 habitants. Limita al nord amb Maubeuge, al nord-est amb Rousies, a l'est amb Ferrière-la-Grande. al sud-est amb Ferrière-la-Petite i a l'oest amb Hautmont.

## Demografia
| 1962                                       | 1968  | 1975  | 1982  | 1990  | 1999  |
| ------------------------------------------ | ----- | ----- | ----- | ----- | ----- |
| 6.313                                      | 6.891 | 8.005 | 8.208 | 7.349 | 7.251 |
| Des de 1962: població sense dobles comptes |       |       |       |       |       |

## Administració
| Període | Identitat          | Partit |
| ------- | ------------------ | ------ |
| 2001-   | Annick Mattighello | PCF    |

## Personatges il·lustres
- Roger Degueldre, militar, un dels fundadors de l'Organisation de l'Armée Secrète
- Daniel Moreira, futbolista

## Galeria d'imatges

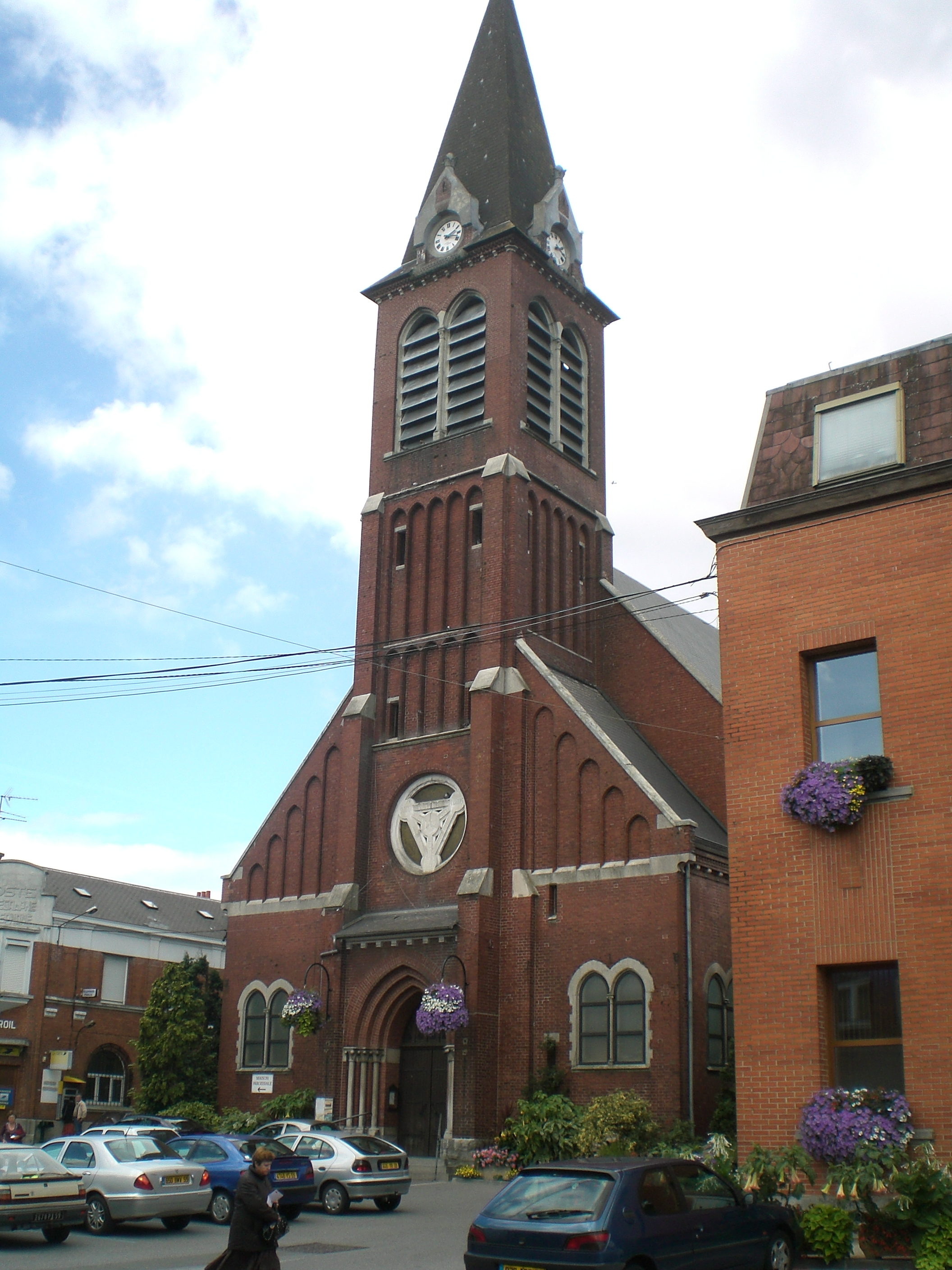
Església
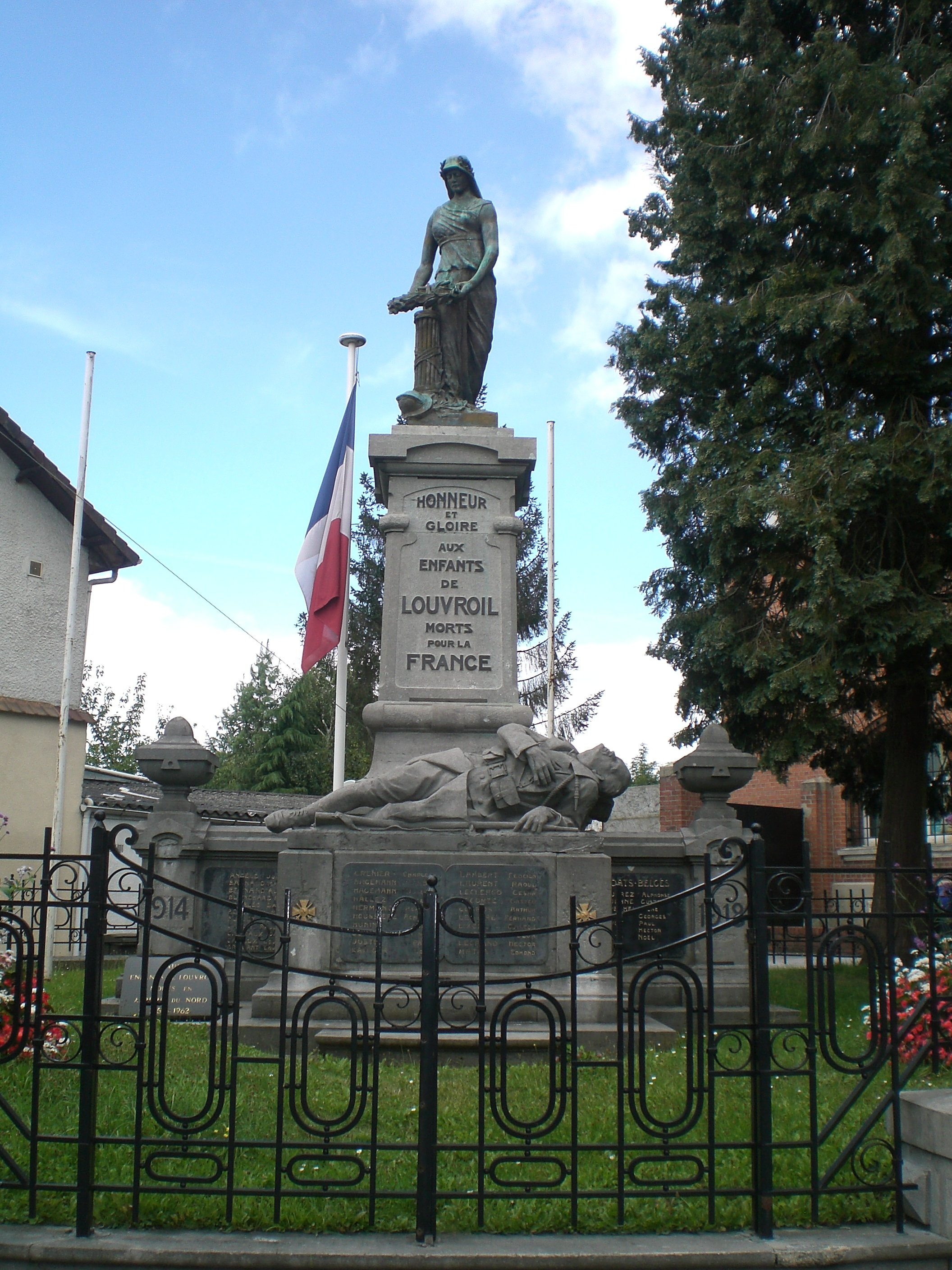
Monument al Morts
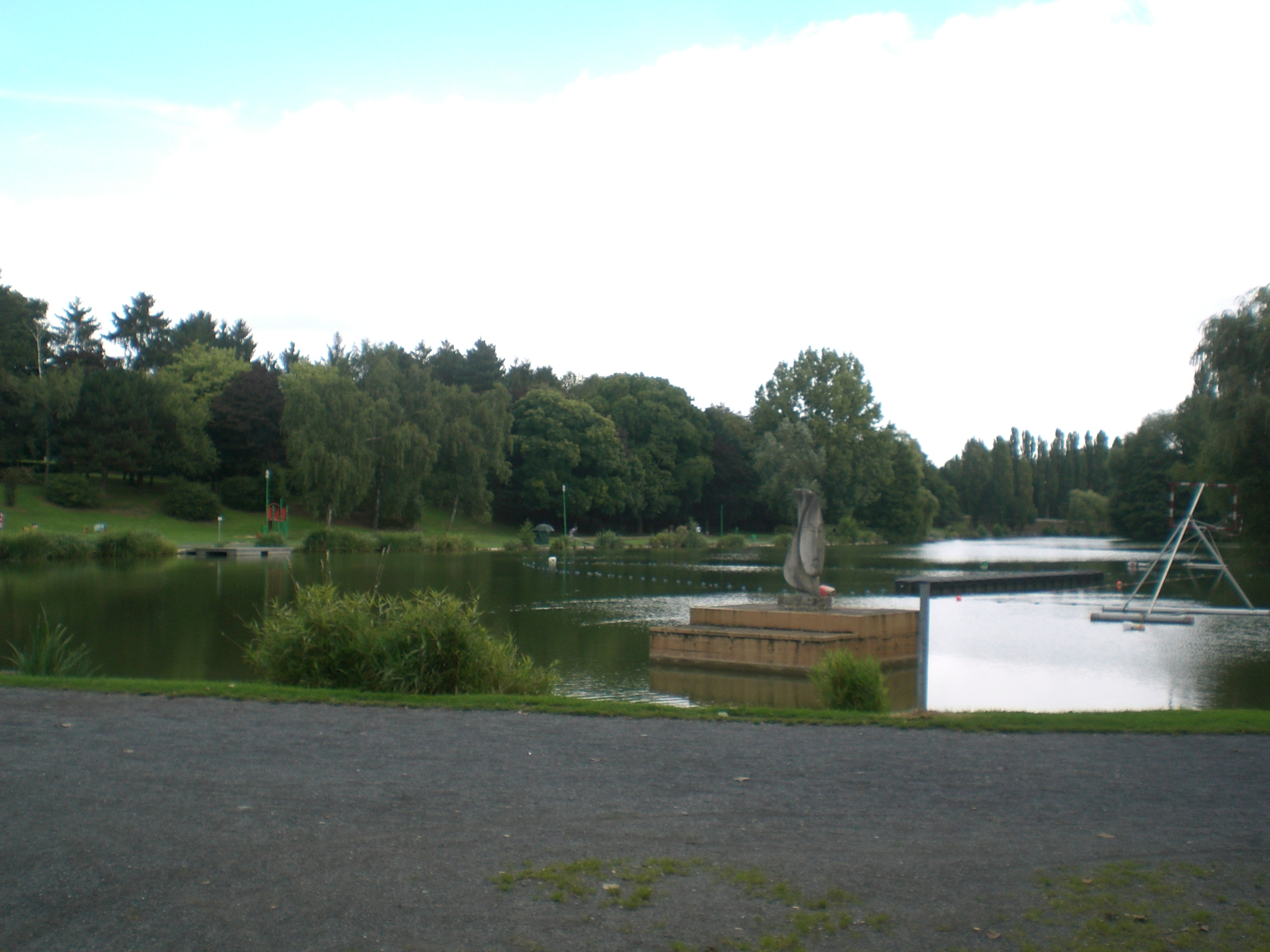
Llac du Paradis